# Zander Clark
Alexander „Zander“ Clark (* 26. Juni 1992 in Glasgow) ist ein schottischer Fußballtorhüter, der bei Heart of Midlothian unter Vertrag steht.

## Karriere

### Verein
Zander Clark begann seine Karriere in seiner Geburtsstadt Glasgow, wo er für die Rangers und deren Erzrivalen Celtic spielte. Bis zum Jahr 2008 spielte er danach für den etwa 20 km entfernten Verein Hamilton Academical. Als er in der U17 spielte, zog er sich eine schwerwiegende Verletzung zu, woraufhin sein Vertrag bei den Accies aufgelöst wurde. 
Nach einem halben Jahr ohne Verein ging es für ihn in die U20 des FC St. Johnstone. Der Torhüter wurde unmittelbar nach seiner Vertragsunterschrift an den schottischen Viertligisten Elgin City verliehen. In der Saison 2011/12 absolvierte er insgesamt 33 Ligaspiele. Dabei sah er in den Spielen gegen FC Peterhead im Januar 2012 und gegen Alloa Athletic im April desselben Jahres jeweils die Rote Karte. Mit Elgin wurde er Tabellenvierter und erreichte die Aufstieg-Play-offs. Dabei unterlag das Team den Albion Rovers.
Von Oktober 2013 bis Juni 2014 wurde er weiter an Queen of the South verliehen. Für den Zweitligisten kam er in zwei Spielzeiten auf 57 Ligaeinsätze. Dabei belegte er mit der Mannschaft zweimal den vierten Tabellenplatz. In der Aufstiegs-Relegation verlor man 2014 gegen den FC Falkirk und 2015 gegen die Glasgow Rangers.
Ab der Saison 2016/17 konnte er sich einen Stammplatz bei seinem Stammverein aus Perth erkämpfen.
Clark verließ St. Johnstone im Juni 2022 und wechselte im September mit einem Dreijahresvertrag zu Heart of Midlothian. Er debütierte für den Verein am 24. Dezember 2022, als er eingewechselt wurde, nachdem sich Stammtorhüter Craig Gordon im Ligaspiel gegen Dundee United das Bein gebrochen hatte.

### Nationalmannschaft
Am 17. Oktober 2023 debütierte Clark im Tor der Schottischen Nationalmannschaft gegen Frankreich.